# 受領名
受領名是中古時期日本的非正式官職名稱。可分成兩種：
- 跟朝廷或寺院往來頻繁（但不一定要有密切關係）的工商業者可以被給予。
- 室町時代和戰國時代的守護大名或戰國大名授予有功績的家臣這種非正式官名。

1. 朝廷與寺院所授予的受領名
在京都，能供應朝廷、御所、寺院用品的工商業者人數有限。一旦成為受領名，商品就像擁有品牌的附加價值，可以賣到更好的價錢。因此工商業者為了名譽與實質利益，爭相追求「受領名」的名份。武家坐大、朝廷與寺院衰弱時，授予受領名是重要的收入來源。1869年5月8日，明治政府廢止受領名的授予。
2. 武家的受領名
戰國武士使用的官職名包括官途名與受領名。左衛門督、修理大夫這類的中央官職名是官途名；武藏守、上總介這樣的國司官職名是受領名。在室町幕府時代，官職由幕府推舉、朝廷敘任。在戰國時代，則有以下三種方式：
- 戰國大名奏請朝廷後接受敘任。
- 大名准許家臣自稱為某官職。
- 大名的家臣任意自稱為某官職。